# Kazuo Saitō
Kazuo Saitō (jap. 斉藤 和夫 Saitō Kazuo; ur. 27 lipca 1951) – japoński piłkarz, reprezentant kraju.

## Kariera klubowa
Od 1974 do 1989 roku występował w klubie Mitsubishi Motors.

## Kariera reprezentacyjna
W reprezentacji Japonii zadebiutował w 1976. W reprezentacji Japonii występował w latach 1976-1984. W sumie w reprezentacji wystąpił w 32 spotkaniach.

## Statystyki
| Reprezentacja Japonii | Reprezentacja Japonii | Reprezentacja Japonii |
| Rok                   | Mecze                 | Gole                  |
| --------------------- | --------------------- | --------------------- |
| 1976                  | 14                    | 0                     |
| 1977                  | 5                     | 0                     |
| 1978                  | 9                     | 0                     |
| 1979                  | 0                     | 0                     |
| 1980                  | 0                     | 0                     |
| 1981                  | 0                     | 0                     |
| 1982                  | 0                     | 0                     |
| 1983                  | 0                     | 0                     |
| 1984                  | 4                     | 0                     |
| Razem                 | 32                    | 0                     |